# Zemplínsky Branč
Zemplínsky Branč es un municipio del distrito de Trebišov en la región de Košice, Eslovaquia, con una población estimada a final del año 2024 de 508 habitantes.
Se encuentra ubicado al este de la región, en la cuenca hidrográfica del río Ondava (afluente del río Bodrog que, a su vez, lo es del Tisza), y cerca de la frontera con la región de Prešov y Hungría.

## Demografía
| Año        | 1994 | 2004     | 2014 | 2024    |
| ---------- | ---- | -------- | ---- | ------- |
| Población  | 388  | 474      | 474  | 508     |
| Diferencia |      | +22,16 % | +0 % | +7,17 % |

| Año        | 2023 | 2024    |
| ---------- | ---- | ------- |
| Población  | 499  | 508     |
| Diferencia |      | +1,80 % |